# 金汝諧
金汝諧，字冲德，號啓宸，浙江嘉兴府平湖县人。明朝政治人物。同進士出身。

## 生平
萬曆三十一年癸卯科舉人，三十二年（1604年）甲辰科会魁，殿试賜進士出身，授南直婺源县知县，锄豪右，缓摧徵。三十七年充应天府同考。以治行擢为南京广东道御史，改山东道御史，前后章数十上，俱宫府大事，不顾忌讳，援刘光复、刘文炳，参吴道南、李三才及织造御马诸监，尤人所不敢言，一时称真御史。万历四十五年（1617年），升湖廣僉事。

## 著作
著有《历代名臣芳躅》、《理学训》、《西署疏稿》。

## 家族
兄金汝礪，万历二十六年戊戌進士。

## 外部連結
- YouTube上的明朝官场现形记--婺源龙脉保卫战

| 官衔          | 官衔       | 官衔          |
| ------------- | ---------- | ------------- |
| 前任： 譚昌言 | 婺源縣知縣 | 繼任： 趙昌期 |